# Слюзово
Слюзово (рос. Слюзово) — присілок в Новгородському районі Новгородської області Російської Федерації.
Населення становить 19 осіб. Входить до складу муніципального утворення Пролетарське міське поселення.

## Історія
Від 2004 року входить до складу муніципального утворення Пролетарське міське поселення.

## Населення
| 2010 |
| ---- |
| 19   |